# Карп, Поэль Меерович
Поэ́ль Ме́ерович Карп (род. 31 августа 1925, Киев) — русский поэт, публицист, переводчик, балетовед.

## Биография
Родился 31 августа 1925 года в Киеве. Его отец, Меер Львович Карп, генетик, научный сотрудник Ленинградского ботанического института АН СССР, был репрессирован, в 1953—1956 годах находился в заключении в Тайшете.
Раннее детство провёл в Умани, Бершади и в еврейской коммуне Войо-Нова в Крыму. С 1930 года жил в Москве, где в 1949 году окончил Московский государственный университет по историческому факультету. С 1949 года — в Ленинграде.
С 1960 года — член Союза писателей СССР, с 1965 года — Союза театральных деятелей СССР, кандидат искусствоведения (1973). С 1999 года живёт в Лондоне.
С 1953 года, после смерти Сталина, публикует статьи о балете и переводы поэзии, с 1971 года — оригинальные стихи, с 1985 года — статьи на социальные темы. В 1985—1998 годах выступал в еженедельниках «Новое время», «Книжное обозрение» и «Час пик»; опубликовал около тридцати книг и несколько сот статей.

## Семья
- Дочь — Мария Карп, переводчица, писательница, журналистка.
- Сын — Александр Карп (род. 1959), профессор математического образования в Колумбийском университете[3], автор учебных пособий по математике для средней школы.

### Стихи
- Поэль Карп. Общая тетрадь. — СПб.: Всемирное слово, 1992.
- Поэль Карп. Кроме страха, 1945—1952. — СПб.: Лема, 2013. (https://imwerden.de/publ-6956.html)
- Поэль Карп. Просвет, 1953—1965. — СПб.: Лема, 2013. (https://imwerden.de/publ-6957.html)
- Поэль Карп. Выражение лица, 1966—1985. — СПб.: Лема, 2013. (https://imwerden.de/publ-6958.html)
- Поэль Карп. После всего. — СПб.: Лема, 2011.
- Поэль Карп. Последний боярин (сцены). — СПб.: Лема, 2013.

### Балет
- П. Карп. О балете. — М.: Искусство, 1967. — 230 с. — 10 000 экз.
- П. Карп. Балет и драма. — Л.: Искусство, 1980. — 246 с. — 10 000 экз. (На авторской странице: https://imwerden.de/publ-6750.html)
- П. Карп. Младшая муза. — М.: Детская литература, 1986. — 190 с. — 100 000 экз. (https://imwerden.de/publ-6593.html)
- П. Карп. Марина Семёнова. — М.: Большой театр, 1988.
- П. Карп. Полвека с балетом  (в двух томах). — СПб.: Лема, 2018.

### Социальные темы
- П. Карп. Отечественный опыт. — СПб.: СМИО, 2001.
- Poel Karp. Tiziano Vecellio e Vladimir Lebedev. — Milano: Spirali, 2006.
- П. Карп. Разбитый алтарь арифметики. — СПб.: ИПК Коста, 2012. (https://imwerden.de/publ-6590.html)
- П. Карп. Свобода — опора порядка. — СПб.: Лема, 2014. (https://imwerden.de/publ-6589.html)
- П. Карп. Почему я не хунвейбин. — СПб.: Лема, 2015. (https://imwerden.de/publ-6591.html)
- П. Карп. Двойной реванш. — СПб.: Лема, 2017. (https://imwerden.de/publ-6389.html)
- П. Карп. Государство против отечества — сборники статей.
  - Книга 1. Одинокий голос либерала. 1988—1999. (https://imwerden.de/publ-7785.html)
  - Книга 2. Путина. 1999—2003. (https://imwerden.de/publ-7786.html)
  - Книга 3. Оглядка.1998—2007. (https://imwerden.de/publ-7787.html)
  - Книга 4. Новый старый порядок. 2007—2010. (https://imwerden.de/publ-7788.html)
  - Книга 5. Итог. (https://imwerden.de/publ-7789.html)

### Переводы
- Ф. Грильпарцер. Величие и падение короля Оттокара. Пьесы. — Л.: Искусство. 1961.
- Б. Бьернсон. Хульда-хромоножка. Пьесы. — Л.: Искусство.1961.
- А. Эленшлегер.Аксель и Вальборг Пьесы — М.: Искусство. 1969.
- Й. Эйхендорф.Стихотворения — Л.: Художественная литература. 1969.
- Ф. Дюрренматт. Ромул Великий. Комедии. — М.: Искусство. 1969.
- Г. Ибсен. Пер Гюнт. Драмы, стихотворения. Библиотека всемирной литературы. — М.: Художественная литература. 1972.
- Г. Гейне. Атта троль. Л. Наука. 1978.
- Переливание крови (стихи литовских поэтов). В. Вага 1988.
- Г. Гейне. Книга песен. СПб. Всемирное слово. 1993.
- И. В. Гёте. Страдания молодого Вертера. СПб. СМИО. 2004.
- У. Шекспир. Юлий Цезарь. СПб. ИПК Коста. 2012.
- Разбросанные переводы (Ганс Сакс, Шекспир, Байрон, Браунинг, Тувим, Туманян, Гаиби и др.). СПб. Лема. 2015.
- Г. Гейне. Сатира и лирика. СПб Лема. 2015.
- Х. К. Андерсен, Ледяная дева и еще семь сказок. СПб. Лема, 2015.
- Избранные переводы в трёх томах: 
  - Том 1 — Шекспир, Гёте, Эйхендорф и др. СПб. Лема. 2019.
  - Том 2 — Гейне. СПб. Лема. 2020.
  - Том 3 — Андерсен, Браунинг, Ибсен и др.